# العلاقات الإندونيسية المصرية
العلاقات الإندونيسية المصرية هي العلاقات الثنائية بين إندونيسيا ومصر. كلاهما دولتان مسلمتان بهما أقليات غير مسلمة كبيرة. مصر كانت واحدة من أوائل الدول التي اعترفت باستقلال إندونيسيا في عام 1945. لدى إندونيسيا سفارة بالقاهرة ولدى مصر سفارة بجاكرتا. انضمت كلاهما منظمة التعاون الإسلامي وحركة عدم الانحياز ومجموعة الدول العشرين النامية ومجموعة الدول الثماني الإسلامية النامية.
بلغ حجم التبادل التجاري بينهما US$1٬500٬000٬000 في عام 2020. المنتجات التي تصدرها إندونيسيا إلى مصر هي الزيت النخيل الخام والقهوة والشاي والمنسوجات والأجهزة الإلكترونية. ارتفع معدل صادرات الإندونيسية إلى مصر في عام 2014 بنسبة 21.71 في المائة لتصل إلى 1.34 مليار دولار، بلغت الصادرات المصرية 94.4 مليون دولار في عام 2013. المنتجات التي تصدرها مصر هي المعادن والأسمنت والفواكه.